# Deep image
Deep image è un termine coniato dai poeti statunitense Jerome Rothenberg e Robert Kelly nel secondo volume di Trobar nel 1961. Essi hanno usato questo termine per descrivere la poesia scritta loro stessi e da Diane Wakoski e Clayton Eshleman.
Nel creare questo termine, Rothenberg si è ispirato al termine spagnolo Cante jondo ("canzone profonda"), con particolare riguardo al lavoro di Federico García Lorca e dei simbolisti sulla teoria delle corrispondenze.
In generale, le poesie deep image offrono toni risonanti, stilizzati ed eroici. I poemi più lunghi tendono a essere cataloghi di immagini libere.
Il gruppo deep image ha avuto vita breve nei modi propri di Kelly e Rothenberg.
È stato successivamente reinventato da Robert Bly e utilizzato da molti, come Galway Kinnell e James Wright. Questa nuova fase si è fondata sul desiderio di maggior concretezza, non astrazione, e ha permesso alle immagini di offrire esperienza e, poi, alle immagini e alle esperienze di offrire significati. Questo nuovo stile di deep image si è proposto prevalentemente su un piano narrativo, ma è stato talvolta anche lirico.